# وزارت نیروی دریایی ایالات متحده آمریکا
وزارت نیروی دریایی ایالات متحده آمریکا با یک لایحه کنگره در ۳۰ آوریل ۱۷۹۸ تأسیس شد، تا برای نیروی دریایی ایالات متحده آمریکا، نیروی تفنگداران دریایی ایالات متحده آمریکا فراهم کند و با هدایت رئیس‌جمهور ایالات متحده آمریکا (یا کنگره ایالات متحده آمریکا در زمان جنگ), گارد ساحلی ایالات متحده آمریکا به عنوان نیرویی درون نیروی دریایی، ساختار سازمانی دولتی فراهم کند، گرچه هر یک سرویسی مستقلند. این وزارت تحت حاکمیت، هدایت و کنترل وزیر دفاع ایالات متحده آمریکا قرار دارد.